# Левицьке
Леви́цьке (до 2024 року — Гражданівка) — село в Україні, у Врадіївській селищній громаді Первомайського району Миколаївської області. Населення становить 195 осіб.

## Назва
19 вересня 2024 року Верховна Рада підтримала перейменування села Гражданівка на Левицьке. 26 вересня 2024 року перейменування набуло чинності.

## Населення
Згідно з переписом УРСР 1989 року чисельність наявного населення села становила 199 осіб, з яких 94 чоловіки та 105 жінок.
За переписом населення України 2001 року в селі мешкало 188 осіб.

### Мова
Розподіл населення за рідною мовою за даними перепису 2001 року:
| Мова       | Відсоток |
| ---------- | -------- |
| українська | 94,87 %  |
| молдовська | 3,59 %   |
| російська  | 1,54 %   |